# フードスクープ

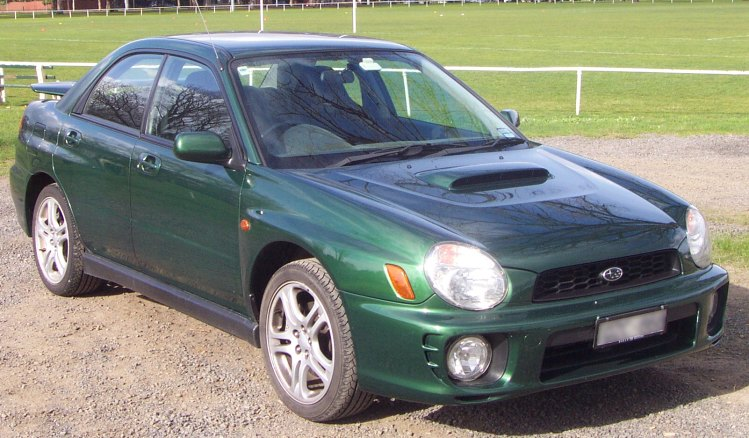
スバル・インプレッサWRXの機能的フードスクープ（インタークーラースクープ）

フードスクープ（アメリカ英語: hood scoop）またはボンネットスクープ（イギリス英語: bonnet scoop）は、エンジン室へ直接空気の流れを取り入れるため、あるいはそのように見せるための自動車のボンネット上の隆起した構成要素である。主な機能はエンジンに直接空気を取り入れることである。実際には穴が空いておらず、純粋に装飾的な場合もある。

## 機能

### 冷気
ほとんどの現代の車両において、内燃機関はボンネット下の空気あるいはフロントバンパー下から樹脂製およびゴム製のダクトを通ってきた空気を吸い込む。エンジン室内の高い動作温度によって吸気は外気温よりも高くなってしまい、結果として、密度が低くなる。フードスクープはエンジンにより冷えた、密度が高い外気を供給し、出力を向上させる。

### ラムエア
より高い車速において、ラムエアインテークと呼ばれる適切に設計されたフードスクープは空気がエンジンの吸気口に入る速度と圧力を増大させることができ、それによって共鳴過給効果を生み出す。こういった効果は典型的には非常に高速でのみ感じられるため、ラムエアは路上ではなく、主としてレースで有用である。
ポンティアックは、機能的スクープを装備したエンジンのために「Ram Air」という商標を使用した。その名称にもかかわらず、これらのシステムのほとんどは冷気を供給するだけであり、過給効果はほとんどあるいは全くなかった。

### インタークーラースクープ
ターボチャージャーまたはスーパーチャージャー付きのエンジンの中には、コンプレッサによって生み出される高圧空気の温度を下げ、密度を増大させるためにトップマウント型のインタークーラーを持つものもある。外気をインタークーラー（ラジエーターに似た熱交換機）へと導くことでその有効性を増大させ、出力を著しく向上させることができる。

## スクープの設計
効果を発揮するためには、機能的スクープはボンネットの高圧領域に置かれなければならない。この理由のため、機能的スクープの中にはフードの後方、車両のカウル近くに置かれるものがある。この位置では、フロントガラスの湾曲によりこういった高圧領域が作られ、開口部をフロントガラスに向けるように設置されることもある（リバースドスクープ）。

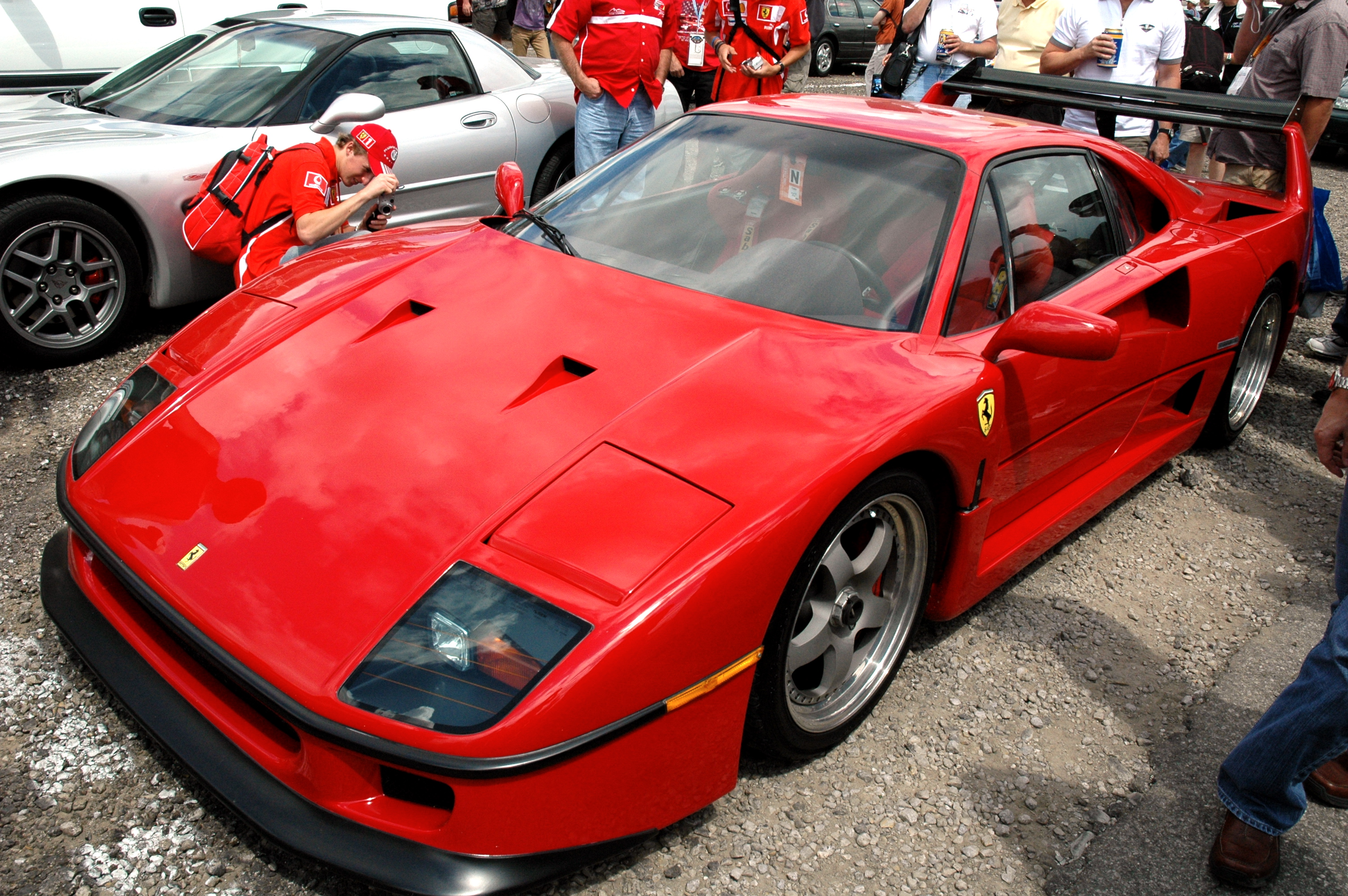
フェラーリ・F40のNACAスタイルのフードスクープ。

スクープは境界層（移動物体の表面にまとわりついている動きの遅い空気）を越えるのに十分高く取り付けられるか、NACAダクトの場合は表面より下に取り付けられた時に最も効果的であり、境界層のより速く移動する空気をダクトへと導くように設計される。NACAダクトではない浅いスクープは、開口していたとしても、役に立つ量の空気を取り入れられないだろう。
ボンネット下では、スクープが効果的であるためには、可能な限り短い距離で直接的にエンジンの吸気口へと空気を流し込まなければならない。できれば、通気管はボンネット下の熱から断熱されていることが望ましい。
スクープはボンネットの一部である場合もあれば、ボンネットに開けられた穴から突き出ているエンジンのエアクリーナー部品の一部である場合もある。このようなスクープはシェイカースクープと呼ばれる（エンジン動作中にスクープが目に見えて振動するため）。

### フードスクープとオフロードレース
フードスクープ/トップマウント型インタークーラーは、オフロードのラリーレースで特に有用でありうる。フロントマウント型のインタークーラーは車両の前方で蹴り上げられた石や破片によって損傷を受けるおそれがある。しかし、ロックガードによってこの問題を伏せぐことができる。